# Mierscheid-Gesetz
Das Mierscheid-Gesetz ist ein satirisches Wahlprognose-Verfahren, das dem fiktiven Bundestagsabgeordneten Jakob M. Mierscheid zugeschrieben wird. Es wurde am 14. Juli 1983 in der SPD-Parteizeitung Vorwärts veröffentlicht.

## Text und Ausführungen
Es lautet:
Der Stimmenanteil der SPD [in Prozent] richtet sich nach dem Index der deutschen Rohstahlproduktion der alten Bundesländer – gemessen in Millionen Tonnen – im jeweiligen Jahr der Bundestagswahl. Daneben gibt es eine Sonderregel für vorgezogene Bundestagswahlen. Hier müssen die Rohstahlwerte des ursprünglichen und tatsächlichen Wahljahres gemittelt werden.

### Genauigkeit
Obschon das „Gesetz“ eine Korrelation zwischen zwei nicht kausal verknüpften Parametern unterstellt, ergaben sich für die Vergangenheit damit häufig bessere Prognosewerte als mit den wissenschaftlich fundierten Wahlprognoseverfahren. Die Genauigkeit des Gesetzes wurde etwa im Jahr 2002 ziemlich gut bestätigt: Die Rohstahlproduktion im Jahre 2002 betrug 38,6 Mio. Tonnen, der Stimmenanteil der SPD bei der Bundestagswahl 2002 lag bei 38,5 %. Auch in den Jahren davor traf das Mierscheid-Gesetz annähernd zu: Zur Zeit der Regierung Kohl war die Rohstahlproduktion sehr gering; ebenso erging es den Wählerstimmen der SPD. Erst im Jahr 1998 waren die Rohstahlerzeugnisse der alten Länder auf 38,45 Mio. Tonnen gestiegen; die SPD gewann die Wahl mit 40,9 %.
Das Mierscheid-Gesetz kommt mithin im Gegensatz zu anderen Prognoseverfahren völlig ohne Fitparameter aus.
Im Wahljahr 2005 lag die Produktion in den alten Bundesländern bei ca. 40 Mio. Tonnen. Das Mierscheid-Gesetz wies damit erstmals seit 1990 eine besonders große Abweichung auf (Wahlergebnis der SPD: 34,2 %). Es bleibt abzuwarten, ob nicht eine Anpassung notwendig erscheint. Etwa „Stimmenanteil der SPD und Linkspartei“ statt „Stimmenanteil der SPD“, wie schon die Ausweitung des Gesetzes auf das gesamtdeutsche Bundesgebiet nach der Wiedervereinigung. Das politische Spektrum hat zur Bundestagswahl 2005 mit der Linkspartei eine neue Facette erhalten, die von Mierscheid noch nicht erahnt werden konnte. 2009 stimmte zwar die Tendenz (schlechtestes Ergebnis seit Bestehen der Bundesrepublik), das Ergebnis der SPD war aber noch deutlich schlechter, als das Mierscheid-Gesetz ergeben hätte.

## Mierscheid-Zyklus
In einer Fortsetzung der Mierscheid-Satire wurde im Januar 2009 unter dem Namen des fiktiven Bundestagsabgeordneten eine Theorie zur Gesetzmäßigkeit der Regierungsbeteiligung der SPD veröffentlicht. Nach dem Mierscheid-Zyklus wechseln sich Regierungsbeteiligung und Opposition im Zeitraum von 15 bis 17 Jahren ab.
Nach der Gründung der Bundesrepublik 1949 war die SPD 17 Jahre in der Opposition, 1966 folgen 16 Jahre Regierung bis 1982 und anschließend wieder 16 Oppositionsjahre.
„Mierscheid“ hat daraus errechnet, dass die SPD noch bis 10. April 2016 Teile der Bundesregierung stellen wird, was sich bei der  Bundestagswahl 2009 jedoch nicht bestätigte.